# Kedek, Kemah
Kedek là một xã thuộc huyện Kemah, tỉnh Erzincan, Thổ Nhĩ Kỳ. Dân số thời điểm năm 2010 là 13 người.